# Alpiner Australia New Zealand Cup 2024
Die Saison 2024 des alpinen Australia New Zealand Cups sollte vom 27. August bis zum 6. September 2024 veranstaltet werden und wie auch die anderen Kontinentalrennserien des internationalen Ski-Verbandes FIS als Unterbau zum Weltcup dienen. Sie zählt laut FIS-Regularien bereits zur jahresübergreifenden Wettbewerbssaison 2024/25. Wetterbedingt konnte jedoch nur die Rennen am Coronet Peak ausgetragen werden, jene in Thredbo wurden ersatzlos gestrichen. 

## Cupwertungen

### Gesamt
| Rang | Athletin            | Punkte |
| ---- | ------------------- | ------ |
| 1    | Janine Mächler      | 195    |
| 2    | Piera Hudson        | 145    |
| 3    | Amelie Klopfenstein | 142    |
| 4    | Romy Ertl           | 116    |
| 5    | Reece Bell          | 110    |

| Rang | Athlet               | Punkte |
| ---- | -------------------- | ------ |
| 1    | Sam Maes             | 160    |
| 2    | Reto Mächler         | 150    |
| 3    | Simon Maurberger     | 112    |
| 4    | Theodor Brækken      | 86     |
| 5    | Eirik Hystad Solberg | 81     |

### Riesenslalom
| Rang | Athletin        | Punkte |
| ---- | --------------- | ------ |
| 1    | Alice Robinson  | 100    |
| 2    | Romy Ertl       | 80     |
| 3    | Madison Hoffman | 60     |
| 4    | Janine Mächler  | 50     |
| 5    | Arianne Forget  | 45     |

### Slalom
| Rang | Athletin            | Punkte |
| ---- | ------------------- | ------ |
| 1    | Piera Hudson        | 145    |
| 1    | Janine Mächler      | 145    |
| 3    | Reece Bell          | 110    |
| 3    | Amelie Klopfenstein | 110    |
| 5    | Franziska Gritsch   | 80     |

| Rang | Athlet               | Punkte |
| ---- | -------------------- | ------ |
| 1    | Sam Maes             | 160    |
| 2    | Reto Mächler         | 150    |
| 3    | Simon Maurberger     | 112    |
| 4    | Theodor Brækken      | 86     |
| 5    | Eirik Hystad Solberg | 81     |

## Podestplatzierungen Herren
| Datum             | Ort                | Disziplin    | 1. Platz                             | 2. Platz                             | 3. Platz                             |
| ----------------- | ------------------ | ------------ | ------------------------------------ | ------------------------------------ | ------------------------------------ |
| 27. August 2024   | Coronet Peak (NZL) | Riesenslalom | Rennen auf den 29. August verschoben | Rennen auf den 29. August verschoben | Rennen auf den 29. August verschoben |
| 28. August 2024   | Coronet Peak (NZL) | Riesenslalom | Rennen abgesagt, kein Ersatzrennen   | Rennen abgesagt, kein Ersatzrennen   | Rennen abgesagt, kein Ersatzrennen   |
| 29. August 2024   | Coronet Peak (NZL) | Riesenslalom | Rennen abgesagt, kein Ersatzrennen   | Rennen abgesagt, kein Ersatzrennen   | Rennen abgesagt, kein Ersatzrennen   |
| 30. August 2024   | Coronet Peak (NZL) | Slalom       | Reto Mächler                         | Joel Lütolf                          | Sam Maes                             |
| 31. August 2024   | Coronet Peak (NZL) | Slalom       | Sam Maes                             | Simon Maurberger                     | Theodor Brækken                      |
| 3. September 2024 | Thredbo (AUS)      | Riesenslalom | Rennen abgesagt, kein Ersatzrennen   | Rennen abgesagt, kein Ersatzrennen   | Rennen abgesagt, kein Ersatzrennen   |
| 4. September 2024 | Thredbo (AUS)      | Riesenslalom | Rennen abgesagt, kein Ersatzrennen   | Rennen abgesagt, kein Ersatzrennen   | Rennen abgesagt, kein Ersatzrennen   |
| 5. September 2024 | Thredbo (AUS)      | Slalom       | Rennen abgesagt, kein Ersatzrennen   | Rennen abgesagt, kein Ersatzrennen   | Rennen abgesagt, kein Ersatzrennen   |
| 6. September 2024 | Thredbo (AUS)      | Slalom       | Rennen abgesagt, kein Ersatzrennen   | Rennen abgesagt, kein Ersatzrennen   | Rennen abgesagt, kein Ersatzrennen   |

## Podestplatzierungen Damen
| Datum             | Ort                | Disziplin    | 1. Platz                             | 2. Platz                             | 3. Platz                             |
| ----------------- | ------------------ | ------------ | ------------------------------------ | ------------------------------------ | ------------------------------------ |
| 27. August 2024   | Coronet Peak (NZL) | Riesenslalom | Rennen auf den 29. August verschoben | Rennen auf den 29. August verschoben | Rennen auf den 29. August verschoben |
| 28. August 2024   | Coronet Peak (NZL) | Riesenslalom | Alice Robinson                       | Romy Ertl                            | Madison Hoffman                      |
| 29. August 2024   | Coronet Peak (NZL) | Riesenslalom | Rennen abgesagt, kein Ersatzrennen   | Rennen abgesagt, kein Ersatzrennen   | Rennen abgesagt, kein Ersatzrennen   |
| 30. August 2024   | Coronet Peak (NZL) | Slalom       | Piera Hudson                         | Franziska Gritsch                    | Reece Bell                           |
| 31. August 2024   | Coronet Peak (NZL) | Slalom       | Janine Mächler                       | Lucrezia Lorenzi                     | Amelie Klopfenstein                  |
| 3. September 2024 | Thredbo (AUS)      | Riesenslalom | Rennen abgesagt, kein Ersatzrennen   | Rennen abgesagt, kein Ersatzrennen   | Rennen abgesagt, kein Ersatzrennen   |
| 4. September 2024 | Thredbo (AUS)      | Riesenslalom | Rennen abgesagt, kein Ersatzrennen   | Rennen abgesagt, kein Ersatzrennen   | Rennen abgesagt, kein Ersatzrennen   |
| 5. September 2024 | Thredbo (AUS)      | Slalom       | Rennen abgesagt, kein Ersatzrennen   | Rennen abgesagt, kein Ersatzrennen   | Rennen abgesagt, kein Ersatzrennen   |
| 6. September 2024 | Thredbo (AUS)      | Slalom       | Rennen abgesagt, kein Ersatzrennen   | Rennen abgesagt, kein Ersatzrennen   | Rennen abgesagt, kein Ersatzrennen   |